# 丁书苗
丁书苗（1955年4月8日—），又名丁羽心，被称为“高铁一姐”，山西省晉城市人，中国著名女商人。

## 经历
2010年，丁书苗涉及斥資3.5億港元購入的香港豪宅天匯3伙，不过根據土地註冊處資料顯示，丁書苗涉購的單位至今並未成交。曾任博宥集團主席。旗下集团全资拥有山西金漢德環保設備公司、高鐵傳媒廣告公司。2011年1月7日，被撤销政协第十届山西省委员会委员资格。
2010年7月，在一次铁路项目中标后，某企业从账外划给商人丁书苗公司约1亿人民币，恰逢国家审计署正在对京沪高铁进行跟踪审计，由当时投资司司长徐爱生主责，顺藤摸出丁书苗与刘志军的问题。丁书苗涉嫌与刘志军非法经营数额1788亿元人民币，北京市二中院已受理该案。2014年12月16日北京市第二中級人民法院以行賄、非法經營兩罪判处丁書苗有期徒刑20年，並处沒收丁書苗個人財產2000萬元（人民幣，下同），罰款25億元，創下1949年以來個人罰款最高紀錄。